# Келугерень (Васлуй)
Келугерень, Келугерені (рум. Călugăreni) — село у повіті Васлуй в Румунії. Входить до складу комуни Штефан-чел-Маре.
Село розташоване на відстані 279 км на північний схід від Бухареста, 15 км на північний захід від Васлуя, 47 км на південь від Ясс, 148 км на північ від Галаца.

## Населення
За даними перепису населення 2002 року у селі проживали 183 особи, усі — румуни. Усі жителі села рідною мовою назвали румунську.